# Ventos do Nordeste
Ventos do Nordeste é o terceiro álbum de Eliezer Setton, lançado em 2000. Feito em casa, pode ser a denominação que resume o que é o trabalho. O violão do próprio Eliezer estreia em disco e cerra fileira com sanfona, violino, violoncelo, flauta e percussão para produzir um acústico. O trabalho foi abraçado pela gravadora Rob Digital (RJ) e lançado para todo o Brasil. Vários são os destaques: "Eu sou o Forró" e "Só quero quem me quer" estão na trilha do filme "Anjos do Sol", vencedor de 6 kikitos, inclusive o de melhor filme, em Gramado 2006; "Eu sou o Forró"  já colocara seu autor numa coletânea brasileira da Sony Music da França, em 2003, ao lado de Baden Powell, Tom Jobim, Chico Buarque, João Bosco e Milton Nascimento; "Natal Nordestino", pela reinvenção do Natal; "Saudade matadeira", já gravada por Jorge de Altinho em 1996; e "Não há quem não morra de amores pelo meu lugar", que veio a ser a página de Alagoas na Agenda 2009 da CEF, com tiragem de 330 mil exemplares, e o conceito temático escolhido pelo SEBRAE/AL para a 15ª ARTNOR (Feira de Artesanato do Norte e Nordeste), em janeiro de 2010.

## Faixas
1. Eu sou o Forró (Eliezer Setton) - 3:39
2. Saudade matadeira (Eliezer Setton) - 2:58
3. Salada tupiniquim (Ismar Barretto) - 2:59
4. Ponta de lápis (Beto Barbosa/Marcos Maceió) - 3:10
5. Ventos do Nordeste (Ubiratan Souza/Eliezer Setton/Geraldo do Norte) - 4:27
6. Coco 2000 (Eliezer Setton) - 3:27
7. Da pitigoitana (Eliezer Setton) - 2:37
8. Não há quem não morra de amores pelo meu lugar (Eliezer Setton) - 4:33
9. Pra Maria (Eliezer Setton) - 4:15
10. Biá-tá-tá (Hekel Tavares/Jayme Altavila) / Coco alagoano (Domínio Público) - 3:27
11. Só quero quem me quer (Eliezer Setton) - 2:49
12. Na sombra da igreja (Guido Uchoa) - 3:53
13. Natal nordestino (Eliezer Setton) - 3:55
14. Convite nordestino (Eliezer Setton) - 2:14

## Músicos
- Eliezer Setton - voz e violão
- Tião Marcolino - sanfona
- Pardal - zabumba, triângulo e efeitos
- Ronalso - agogô, triângulo, caixa e surdo
- Almir Medeiros - violoncelo, flauta, surdo e efeitos
- Joselho Rocha - violino
- Verdelinho - pandeiro e peneira
- Douglas Marcolino - 1ª sanfona (faixa 9)
- Edécio Lopes - voz na "Ave Maria" (faixa 9)
- Biro, Elaynne Cristinah, Elcio - coro